# Waltenheim-sur-Zorn

Waltenheim-sur-Zorn este o comună în departamentul Bas-Rhin, Franța. În 1 ianuarie 2022 avea o populație de 659 de locuitori.